# Église Notre-Dame-de-Bonsecours de Nancy
Pour les articles homonymes, voir Notre-Dame-de-Bon-Secours, Église Notre-Dame et Notre-Dame.
L’église Notre-Dame-de-Bonsecours de Nancy est un édifice religieux du XVIIIe siècle que l'on doit à l'architecte Emmanuel Héré.

## Histoire

### Origines
Le 5 janvier 1477, emmenés par le duc René II de Lorraine, les Lorrains et leurs alliés écrasent les Bourguignons. Cette date marque la fin de la bataille de Nancy par la mort de Charles le Téméraire. Des milliers de soldats morts en ce lieu lors de la bataille sont inhumés dans une fosse commune, près du ruisseau de Jarville. L'étendard de René II portait lors de la bataille l'image de l'Annonciation. En 1484, un religieux obtient de René II la permission d'y élever une chapelle et un ermitage. Le sanctuaire placé sous le vocable de Notre-Dame-de-Bonsecours par le duc est parfois nommé église Notre-Dame-de-la-Victoire, les Lorrains la nommaient « chapelle des Bourguignons ». La chapelle primitive de Notre-Dame-de-Bonsecours est destinée à remercier la Vierge Marie de la victoire de René II.

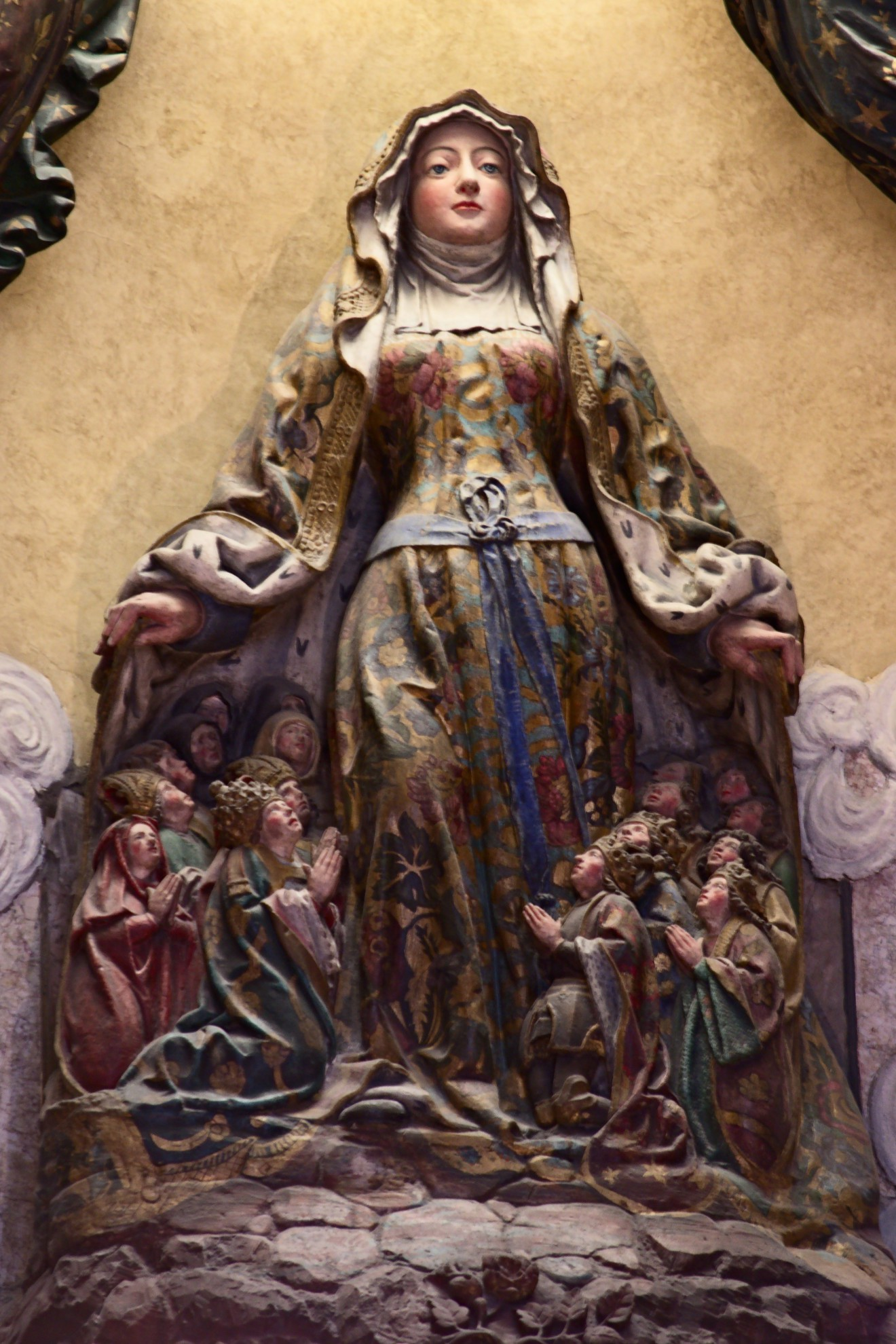
Notre-Dame de Bonsecours, par Mansuy Gauvain (1505).

La chapelle abrite une statue de la Vierge sculptée en 1505 par Mansuy Gauvin, sculpteur ordinaire du duc René II, qui travaillait aussi à la Porterie du Palais ducal. La Vierge est d'une belle sérénité, sous les plis de son manteau qu'elle ouvre de ses deux mains, la Vierge abrite le genre humain, symbolisé par de petits personnages « de toutes conditions », agenouillés de part et d'autre. C'est un bel exemple du type bien connu de la Vierge de la Miséricorde qui connaît, en Lorraine, une vogue renouvelée certainement grâce au succès de popularité de cette statue. La statue de la Vierge de l'ancienne chapelle, retrouve sa place en 1741 dans la nouvelle église. Elle demeure comme un rare spécimen de la sculpture lorraine de la fin du Moyen Âge. Elle se trouve au fond de l'abside, dans une vaste niche.
Desservie par les ermites puis, à compter de 1609 par les minimes de Nancy, la chapelle devient un sanctuaire connu. Très petite, elle est agrandie en 1629. Les malheurs du XVIIe siècle durant la guerre de Trente Ans accroissent encore la dévotion des Lorrains pour la Vierge de Bonsecours, en laquelle ils placent leur confiance pour écarter les ravages de la guerre, la peste et la famine.

### Reconstruction sous le règne de Stanislas
Objet de remaniements et d'agrandissements successifs, elle fait l'objet de toutes les attentions de Stanislas Leszczynski nouveau duc de Lorraine.
Dès sa prise de possession des duchés de Lorraine en 1737, Stanislas Leszczynski entreprend la démolition et la reconstruction de ce sanctuaire. Plusieurs raisons expliquent cette mise en œuvre rapide du chantier dans un lieu emblématique qui symbolise l'indépendance lorraine face aux ambitions étrangères :
- Stanislas ne peut prétendre à être enterré dans la chapelle ducale des Cordeliers et cette réalisation lui permet d'ancrer son règne et sa postérité au cœur de la mémoire des Lorrains ;
- Le roi déchu de Pologne ne reste pas insensible au culte marial lié à cette église qui lui rappelle la vénération dont elle jouit dans son pays d'origine ;
- La localisation de l'église de Bonsecours à la croisée de la Malgrange, de Nancy et de la route de Lunéville et de son château, résidence favorite du roi, expliquent aussi son choix pour réaliser ce sanctuaire.

Stanislas commande la construction de son mausolée à un jeune architecte Emmanuel Héré. La première pierre de l'église de Bonsecours est posée le 14 août 1738 par Scipion-Jérôme Bégon, évêque de Toul.
Emmanuel Héré, réalise ainsi l'une de ses premières œuvres terminée en 1741. Limité par l'espace disponible, il donne à la façade étroite cette forme très élancée. La hauteur est encore accentuée par un clocher, surmonté d'un toit bulbeux, couronné d'une flèche. Quatre colonnes engagées, d'ordre composite, proviennent du château de La Malgrange que le duc Léopold Ier de Lorraine avait commandé à Germain Boffrand et qui était demeuré inachevé. Les colonnes supportent un entablement et un attique que termine la tour. Dans l'entrecolonnement central s'ouvre une porte au-dessus de laquelle est ménagée une fenêtre, dont le cartouche se compose des armoiries de Stanislas et de la devise des minimes. La devise des minimes « Caritas » rappelle que le sanctuaire avait été confié à l'ordre des minimes. La façade est ornée dans la partie inférieure de niches où sont logés saint Stanislas et sainte Catherine.

### Après la Révolution
L'église souffre beaucoup durant la Révolution. Les mausolées sont sauvés en raison de leur caractère artistique et transférés dans la chapelle de la Visitation transformée en musée. Dans la crypte, les caveaux sont profanés, le plomb des cercueils envoyé à la fonte, et les corps laissés empilés durant 9 ans (jusqu'en 1803), au fond du chœur de l'église, près de l'ouverture faite par les dames chanoinesse de Bouxières-aux-Dames. 
L'église échappe cependant à la destruction. En 1806, le chœur est de nouveau restauré car les travaux ont été interrompus par la tourmente révolutionnaire, grâce au soutien de Mme de Bourgogne, née L'Hullier, veuve de l'ancien magistrat Charles-François de Bourgogne. En 1807, les monuments sont à nouveau installés dans le sanctuaire et les sépultures rétablies.
L'église reçoit maintes visites princières. Le comte d'Artois (le futur Charles X) vient le 19 mars 1814 consacrer la Vierge. Il revient en novembre de la même année. En 1831, Louis-Philippe vient s'agenouiller devant la Vierge. L'impératrice Eugénie s'y rend en 1866. À plusieurs reprises, les Polonais se recueillent devant les restes de leur ancien roi.
Elle devient une simple annexe de l'église Saint-Pierre de Nancy, puis en 1841 l'église d'une maison de retraite pour les prêtres âgés du diocèse, d'où le nom de collégiale qu'on lui donne couramment.
Elle ne devient paroisse qu'en 1844, grâce à l'abbé Morel. Il entreprend la restauration complète de l'édifice et agrandit le chœur en 1862. Le pape Pie IX offre en 1865 un diadème surmonté d'une croix de Lorraine et tenu par deux anges symbolisant l'un la France et l'autre la Lorraine. À cette occasion du couronnement de la statue de la Vierge, de grandes fêtes consacrent cette faveur accordée par le pape Pie IX.
Le sanctuaire est devenu indissociable de l'histoire de la Pologne. D'illustres personnalités ou de simples citoyens polonais de passage se recueillent sur le cénotaphe de Stanislas.
L'église est classée au titre des monuments historiques par arrêté du 13 août 1906 avec de nombreux objets protégés.

## Architecture

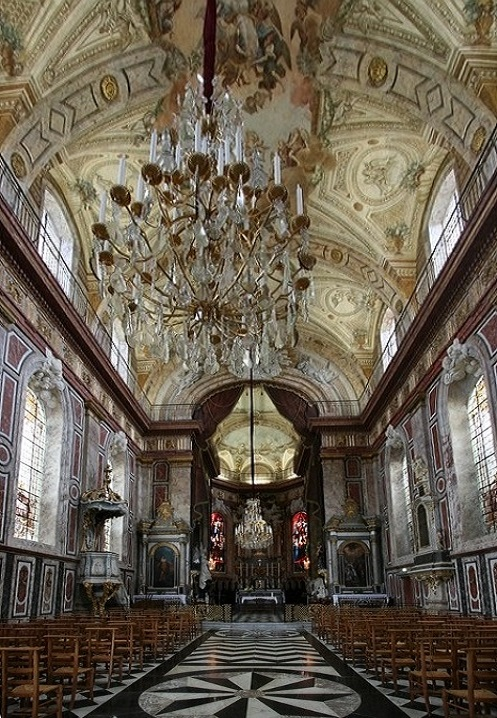
Intérieur, vue vers l'autel.

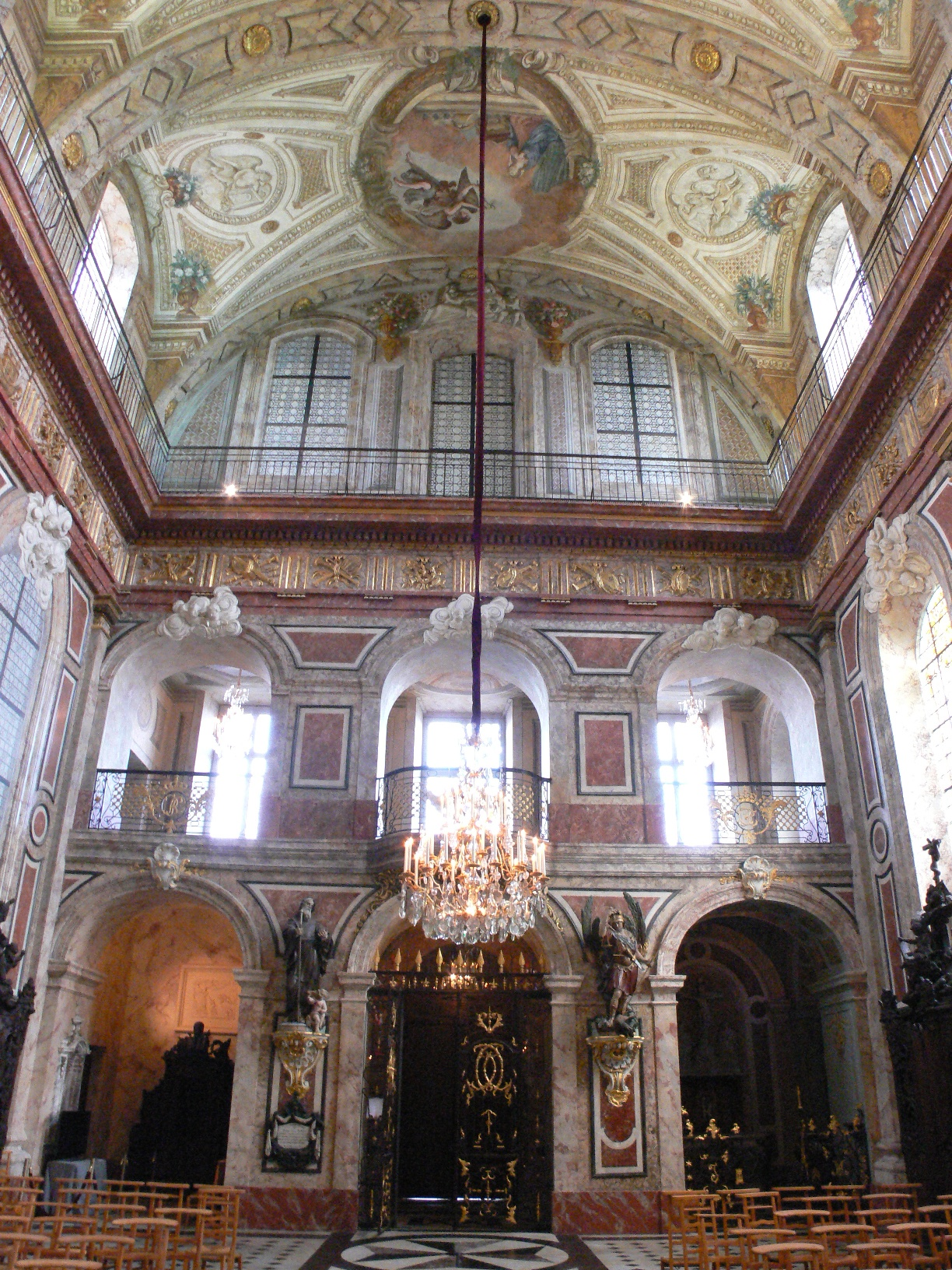
Intérieur, vue vers le portail.

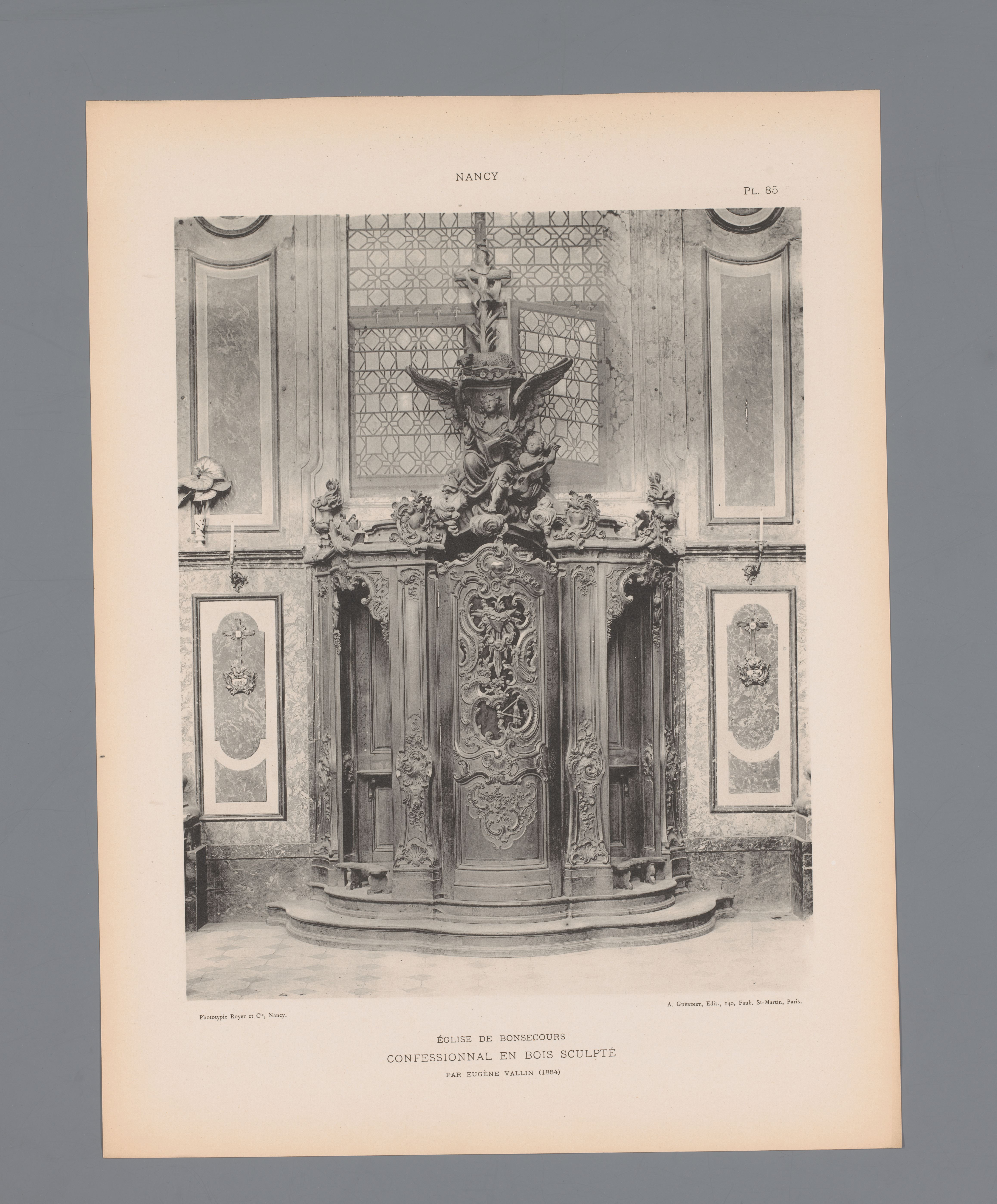
Confessionnal en bois sculpté de Eugène Vallin

Stanislas souhaite par nostalgie, une église avec une atmosphère polonaise. La décoration intérieure est chargée et reste l'un des rares témoignages du style rococo religieux en France particulièrement expressif dans les statues polychromes des saints, dont plusieurs sont particulièrement vénérés en Pologne. Ils ornent les pilastres de la nef à gauche (côté de l'épître) : saint Jean Népomucène (présenté comme lointain parent du roi de Pologne), sainte Reine, saint François-Xavier, saint Michel archange ; à droite (côté de l'évangile) : saint François de Paule, saint Antoine de Padoue, saint Gaétan de Thienne, saint Joseph. Les auteurs de ces statues sont inconnus.
L'étroite nef, n'en est pas moins haute de 18 mètres, coupée par une arcade surbaissée dominée par la voûte. Les murs sont couverts d'un revêtement de stuc coloré, aux motifs géométriques, donnant l'apparence du marbre et d'un arc triomphal tendu de fausses draperies. Cette réalisation est l'œuvre de Louis et Nicolas Manciaux qui travaillèrent longtemps dans les châteaux de Stanislas. Les voûtes sont en 1742 décorées par le peintre Joseph Gilles, dit « le Provençal », les fresques restaurées en 1853 par Bourdier. Ces représentations sont consacrées dans la première travée à l'Annonciation, dans la seconde et troisième travée à l'Assomption et dans la quatrième à l'Immaculée-Conception. Les lunettes sont décorées d'emblèmes de Marie. Les fresques de Bonsecours témoignent de la diversité culturelle de l'époque des lumières, avec des influences venues de France, d'Italie, conformes au goût de Stanislas.
La chaire est très ouvragée, et d'un travail délicat. Elle repose sur un support fait de quatre branches de style Louis XV, qui se terminent par des symboles des évangélistes. Ces quatre panneaux sont ornés de bas-reliefs représentant le Sauveur entouré des apôtres et trois des évangélistes, saint Matthieu, saint Marc et saint Jean. Sur le dossier est figurée la scène du Calvaire. L'abat-voix est soutenu par deux palmiers qui se courbent et forment une console.
De belles grilles bordaient naguère la coursive, elles ont été enlevées à la Révolution ; il ne reste plus aujourd'hui que la grille du sanctuaire au chiffre de Stanislas Leszczynski (SRLL) que l'on attribue au serrurier Jean Lamour.
La double rangée de stalles qui garnit le fond de l'abside date seulement du XIXe siècle, le décor en est achevé en 1877. En 1889, deux confessionnaux de style Louis XV, dus aux ateliers de Eugène Vallin et Victor Huel, sont disposés dans la nef, qui portent, pour celui de gauche, les symboles de la Justice (l'Ancien Testament) et celui de droite, une représentation de la Miséricorde (le Nouveau Testament).
Les vitraux du chœur modifiés en 1872 par l'atelier du verrier messin, Laurent-Charles Maréchal représentent, le mariage de la Vierge et la présentation de Jésus au Temple. Ces vitraux ont été commandés en 1868 par Napoléon III, à la demande de l'impératrice Eugénie. L'ensemble est très lumineux grâce aux sept vitraux de la nef posés en 1904. Ils sont l'œuvre du peintre verrier Joseph Janin. Chaque vitrail comporte un médaillon illustrant une scène de l'histoire de l'église Bonsecours.
On remarque au-dessus de l'entrée un orgue Cuvillier et des drapeaux turcs. Ces emblèmes furent capturés par Charles V de Lorraine à la bataille de Saint-Gothard (5 août 1664), Charles François de Lorraine à la bataille de Mohács (12 août 1687) et par le duc François III à la bataille de Méhadia (aujourd'hui Caraş-Severin, Roumanie) le 13 juillet 1738.
Dans le chœur, près du mausolée de Stanislas, se trouvait le guidon (étendard) du régiment des gardes du roi de Pologne, reproduction réduite du drapeau que les habitants de Dantzig avaient envoyé au roi en souvenir du fameux siège qu'ils avaient subi, en 1733. Volé en novembre 1969 et restitué en très mauvais état, ce guidon a été déposé au Musée lorrain.

## Les tombeaux

### Tombeau de Catherine Opalinska

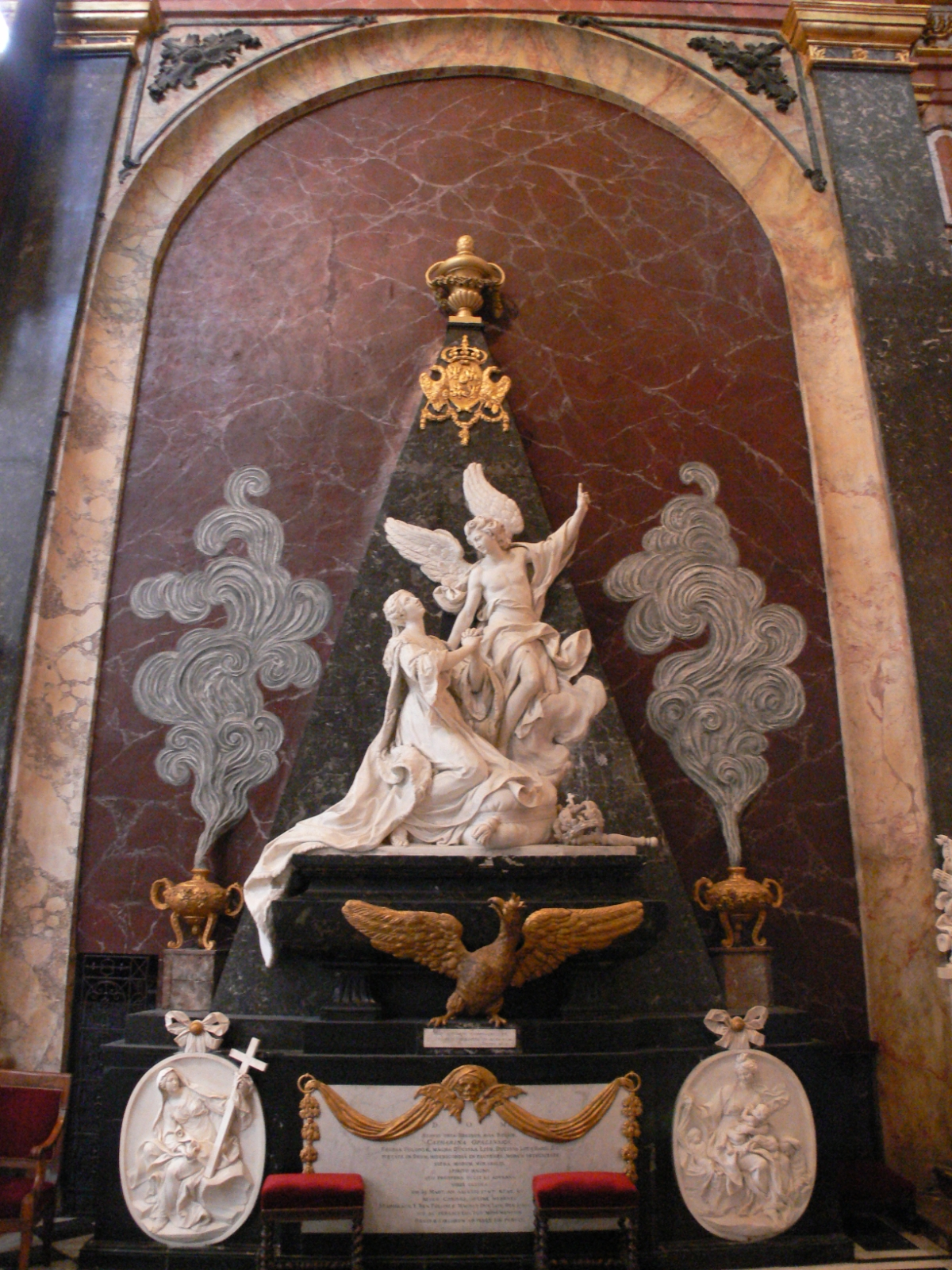
Mausolée de Catherine Opalinska.

Le premier monument installé en 1749 côté droit, celui de l'évangile, pour la reine Catherine Opalinska qui mourut le 19 mars 1747. Stanislas commande le mausolée à Nicolas Sébastien Adam, qui travaillait à Paris et jouissait d'une grande réputation. La famille Adam était déjà bien connue à Nancy car il était le fils du sculpteur nancéien, Jacob Sigisbert Adam.

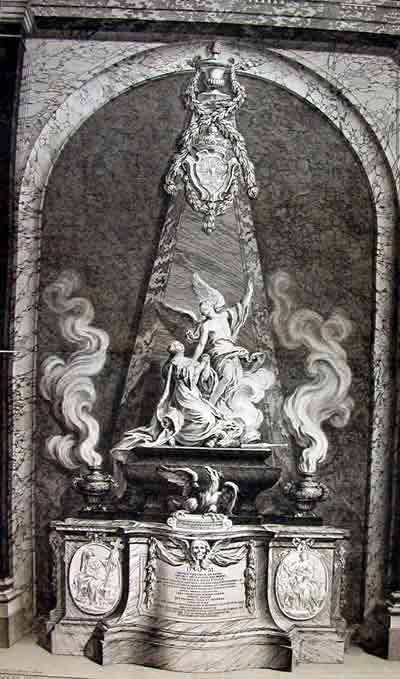
Disposition initiale du mausolée de Catherine Opalinska.

Ce monument est mis en place en 1749 et c'est une œuvre de grandes dimensions. La reine est représentée agenouillée sur son tombeau, qui est placé devant une pyramide de marbre et supporté par un socle élevé, un ange la guide vers le ciel, dont les splendeurs entrevues éclairent son visage. Son sceptre et sa couronne sont déposés à ses pieds. Un aigle qui tourne sa tête vers la souveraine couvre le tombeau de ses ailes magnifiquement déployées. Sur le soubassement se trouve l'inscription gravée sur du marbre blanc, flanquée de deux bas-reliefs en médaillons de la même matière, d'un puissant relief et d'une grâce inégalable, la Foi et la Charité. L'ensemble est exécuté dans la pure tradition du baroque berninesque (attitude théâtrale, corps déhanché et vêtements agités) qui inspire les artistes de cette époque. Dans un grand panneau un texte latin rappelle à la postérité les vertus de la reine, épouse du roi Stanislas.

### Tombeau de Maximilien Ossolinski
En 1756 le monument initial de François Maximilien Ossolinski est placé dans la chapelle à gauche de l'entrée. Ce monument se voit aujourd'hui aux côtés de celui de Catherine Opalinska. Il a été replacé là en 1807 lors de la première restauration du chœur. François-Maximilien Ossolinski, grand trésorier de la couronne de Pologne, grand maître de la maison du roi, qui avait fidèlement suivi Stanislas, son cousin, profitant du séjour à Nancy de Nicolas Sébastien Adam en 1749 pour lui commander son tombeau. Le sculpteur le représente en marbre blanc dans le grand manteau de chevalier du Saint-Esprit, un couple d'angelots veillant les armes du duc (la hache d'argent).

### Tombeau de Stanislas Leszczynski

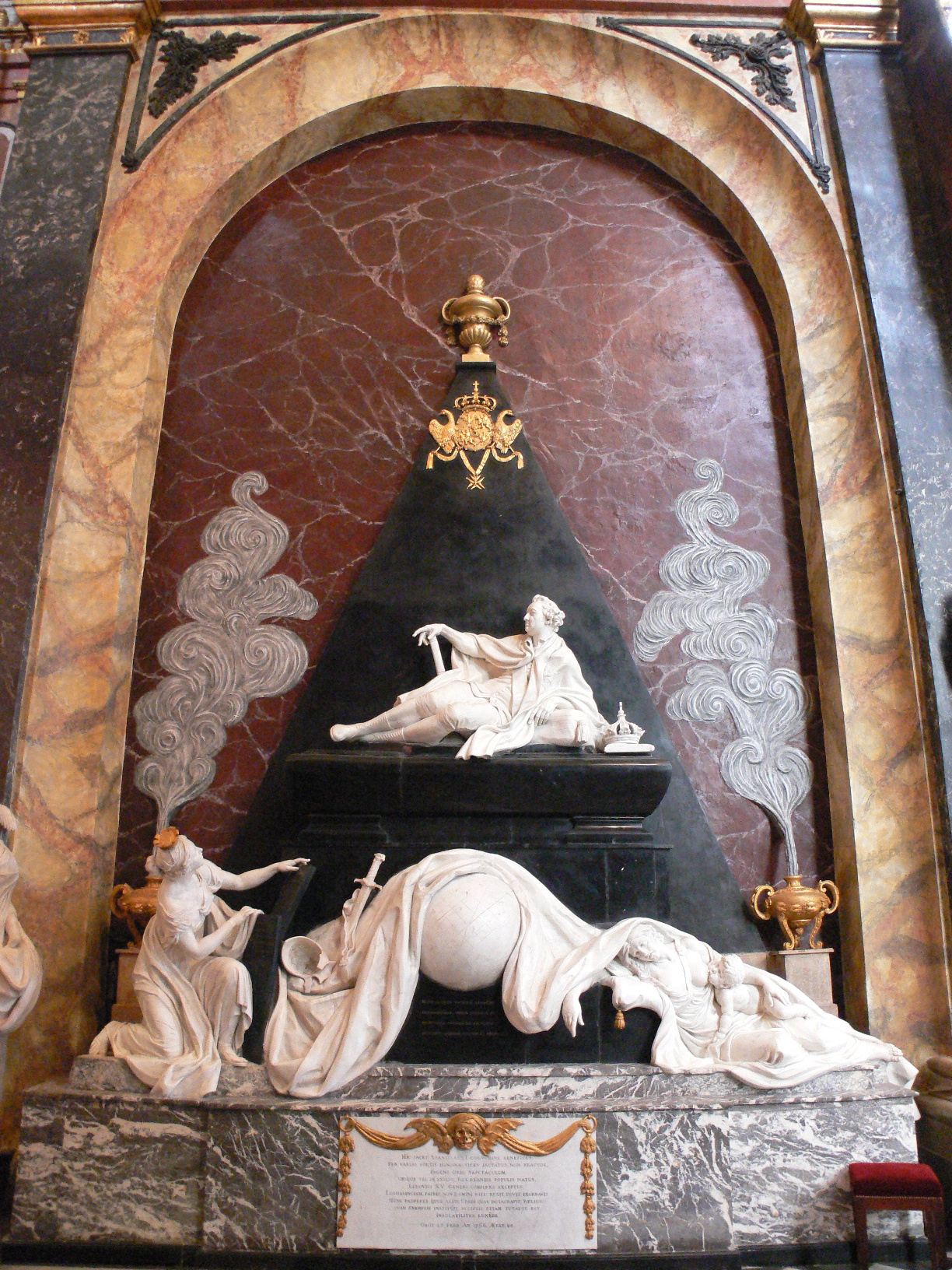
Mausolée de Stanislas.

Stanislas meurt le 23 février 1766, à quatre-vingt-huit ans au château de Lunéville. Louis XV commande le cénotaphe de Stanislas à Claude-Louis Vassé. Le tombeau de Stanislas demeure l'œuvre majeure de Claude-Louis Vassé, artiste reconnu de mérite, mais qui n'a pas la valeur de Nicolas-Sébastien Adam. Vassé décède avant d'avoir terminé sa commande et c'est Félix Lecomte, un de ses élèves qui termine le travail en cours. Le monument ne sera mis en place que tardivement en 1775. Le mausolée de Stanislas est placé, du côté de l'épître, face à celui de Catherine Opalinska.
Son ordonnance générale est la même que celle du tombeau de Catherine. Le roi, vêtu à la polonaise, représenté couché à la manière antique sur son tombeau, la main droite est appuyée sur un bâton de commandement. Les attributs de la royauté sont à ses côtés. Sur le vaste socle qui supporte le tombeau est posé le globe terrestre à demi enveloppé dans un voile de deuil, symbole de la douleur universelle que causa la mort du souverain. On remarque à droite, la Charité  qui se pâme, prostrée, et, à gauche, la Lorraine agenouillée, tournant avec affection son regard vers le souverain, qui tient une tablette où sont gravés ces textes bibliques : « Non recedet memoria ejus, et nomen ejus requiretur a generatione in generationem ».
Dans un grand panneau un texte latin rappelle à la postérité les vertus du « bienfaisant » roi Stanislas avec cette description énonçant ses bienfaits envers la Lorraine.
Texte traduit :

« Ci git Stanislas, le bien nommé, qui a enduré les nombreuses vicissitudes de la condition humaine. Il n'en fut pas brisé, immense sujet d'admiration tant sur ses terres qu'en exil.. L'approbation de son peuple le fit roi, il fut accueilli et embrassé par son gendre Louis XV. Il gouverna choya et embellit la Lorraine, comme un père et non comme un maître. Il y nourrit les pauvres, y restaura les villes que la peur avait endommagées, il encouragea aussi les belles lettres, pleurez le, vous qui êtes inconsolables. »

### Tombeau de Marie Leszczynska

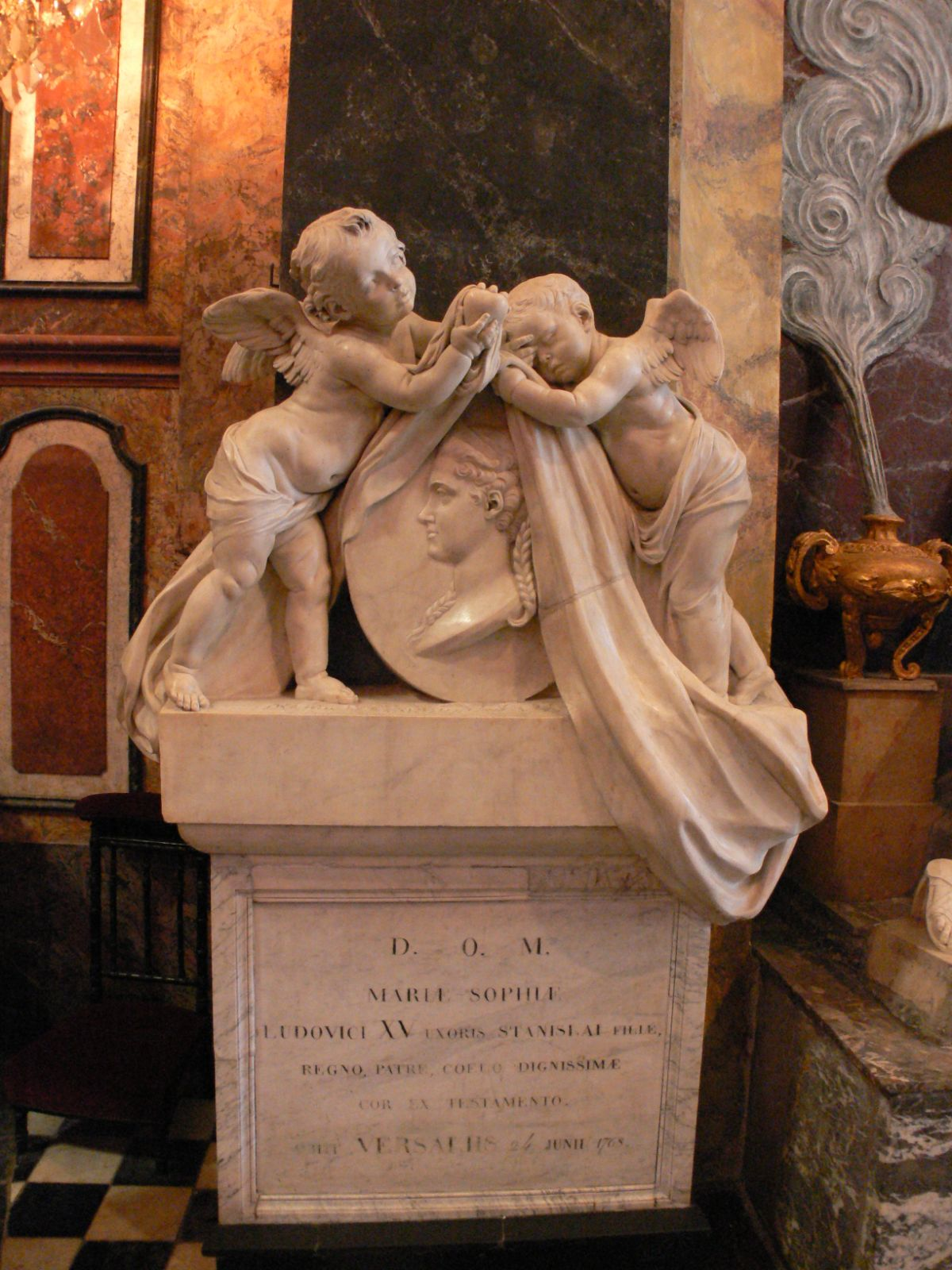
Monument du cœur de Marie Leszczynska.

Marie Leszczynska, fille de Stanislas et reine de France, pour marquer son affection à Nancy, avait souhaité que son cœur repose à Nancy.
Elle meurt le 24 juin 1768 et son cœur est transporté dans le caveau le 23 septembre de la même année. Sur demande de Louis XV le monument est commandé à Claude-Louis Vassé. Le monument de Marie Leszczynska  est de petite dimension, un médaillon de marbre blanc que découvrent deux génies en pleurs, dont l'un présente le cœur en sa main, donne le profil du visage de la reine.
Texte traduit :

« Au Dieu très bon, très grand : Marie-Sophie épouse du roi Louis XV, fille de Stanislas (...) Versailles 24 juin 1768. »

## Grandes orgues
Le buffet de l'instrument a été déposé en 1989, il avait été réalisé en 1858 par Cuvillier avec réemploi d'un retable de la Vierge datant du XVIIIe siècle. La console a été cédée à un particulier de Lunéville. La partie instrumentale a été démontée en 1989 par les services techniques de la ville pour dégager la fenêtre axiale et se trouve entreposée sans soins.
L'instrument est donc démonté et en ruine. Une association (PHARE) œuvre à doter de nouveau cette église d'un orgue .
À l'initiative du curé de la paroisse un orgue d'occasion inachevé de Victor Gonzalez construit en 1954 et provenant de l'église saint Louis de Vincennes a été acquis par la paroisse et installé de manière invisible dans deux niches existantes dissimulées derrière les piliers de séparation de la tribune où se trouvait l'ancien orgue. Ces travaux confiés à la manufacture vosgienne de grandes orgues de Rambervillers ont été achevés par l'harmonisation sur place par Bernard Dargassies fin février 2014. L'orgue a été inauguré par un concert de Frédéric Mayeur le 30 mars 2014.